# كليشاد وسودرجان
كليشاد وسودرجان (بالفارسية: کلیشاد و سودرجان) هي منطقة سكنية تقع في إيران في البلدة المركزية. يقدر عدد سكانها بـ 23,203 نسمة .